# Parafia św. Wawrzyńca w Różewie
Parafia pw. św. Wawrzyńca Męczennika w Różewie - parafia należąca do dekanatu Wałcz, diecezji koszalińsko-kołobrzeskiej, metropolii szczecińsko-kamieńskiej. Została utworzona 27 sierpnia 1998. 

## Miejsca święte

### Kościół parafialny
Kościół pw. św. Wawrzyńca w Różewie
Kościół parafialny został zbudowany w 1898 roku w stylu neogotyckim, poświęcony w 1905.

### Kościoły filialne i kaplice
- Kościół pw. Matki Bożej Częstochowskiej w Dzikowie[1]
- Kościół pw. św. Jana Chrzciciela w Gostomi[1]
- Kościół pw. św. Józefa Oblubieńca Najświętszej Maryi Panny w Nowym Dworze[1]